# ربيع قرطبة (رواية)
ربيع قرطبة هي رواية من تأليف الكاتب المغربي حسن أوريد صدرت سنة 2017 ضمن منشورات المركز الثقافي العربي. تقوم هذه الرواية على فكرة بسيطة مستمدة من سيرة الخليفة الحكم بن عبد الرحمان الناصر، الملقب بالمستنصر بالله، لكن تنسج حكايتها العميقة انطلاقًا من منظور الخليفة إلى الدولة والحكم.

## القصة
استعان الروائي والأديب المغربي، حسن أوريد، بالحقبة الإسلامية في الأندلس، متخذًا منها وسيلة لمساءلة كثير من قضايا السياسة ودواليب البلاط وتقلبات الحكم والتعايش الديني، ويقدّم وصايا من «عصرها الذهبي»، في روايته التي طرحت حديثًا، ربيع قرطبة.
الرواية اختار فيها أوريد العودة إلى الفترة الذهبية بالأندلس إبان حكم الخليفة الحكم المستنصر بالله (915 – 976م)، ثاني خلفاء الأندلس بعد والده عبد الرحمن الناصر لدين الله، الذي أعلن الخلافة في الأندلس عام 316 هـ (922 م).
في بناء سردي بسيط يعتمد على التذكر المباشر، يبدأ خيط السرد انطلاقا من حالة الخليفة المستنصر بالله وهو على فراش الموت حيث يريد أن يبوح بكل شيء.
«عن قريب ألقى الله وينبغي أن تشهد عني وأن تكون هذه الشهادة كفارة لي»، هكذا يخاطب الخليفة الفتى البربري «زيري»، الذي اتخذه لمهمة خاصة هي أن ينقل عنه شهادته، مخبرًا إياه بأنه «بقي أمر واحد وهو أن تتحول الأندلس إلى فكرة، ولذلك أردتك مدونًا لهذا الحديث».
أحداث الرواية اعتمدت التاريخ الحقيقي، ليتحدث ساردها عن الأندلس المضيعة، وعن قرطبة عروس المدن، وخفايا لياليها وحكى عن قصر الزهراء، وذكرياته السعيدة، وأسرار ساكنيه، ومؤامراتهم وقصص عشقهم، وسفارات الأوروبيين إليه، والحفلات الليلية الباذخة التي كانت تقام فيه لإبراز هيبة الخلافة.

## اللغة
امتاز السَّرد بتداخل تيار الوعي للأبطال، مع تداعيهم، وحواراتهم اليومية من خلال ما يعيشه الناصر من أحداث. فهو يبدأ بالطلب من جوذر أحد مرافقيه، وكان الخليفة قد أصيب بالفالج، ودنت نهايته: أن يسوِّي له الفراش ليرى جبل الفردوس، وليتنسم نسمات قرطبة الباردة، وأن يزيح عنه الأغطية الثقيلة.
استخدم الروائي قاموسا لغويا يمت لذلك العصر، فنقرأ كلمات وأفعالا لم نسمع بها، كتسميات: الزاملة أي البغلة القوية، والغيضة أي الأجمة، والبيضة وتعني الخوذة، والذُّحل أي الحقد المستتر والعشرات من الكلمات الأخرى، التي استخدمت في الموروث العربي في القرن التاسع الميلادي. ليعطي سرده واقعية تقرب شخصياته من القارئ، وتجعله يرى ما تراه ويسمع ما تسمعه.
ولم يكتف بالقاموس اللغوي القديم بل ووضع قصائد قيلت في تلك العهود لشعراء وأسماء معروفة كأبي علي إسماعيل القالي، الذي هاجر من بغداد إلى الأندلس في عهد الحكم الناصر وتوفي بقرطبة 975 م وغيره. وكانت وقتها قرطبة قبلة العالمين الأوروبي والعربي. وزامن عهده في المشرق خلافة عباسية ضعيفة تقبع تحت هيمنة البويهيين.

## الرمزية
جمرة المُلْك
كاتب الرواية سبق أن درس مع العاهل المغربي الملك محمد السادس، ورافقه لسنوات طوال، وكان أول ناطق رسمي باسم القصر الملكي (1999 - 2005)، كما كان المؤرخ الرسمي للمملكة، قبل أن يُبعد عن المهام الرسمية.
من هنا يجد القارئ انشغالًا بتفاصيل الحياة داخل البلاط، فلم يدخر السارد جهدًا في التعليق على وظيفة الحكم وإبراز هواجس السلطان وحالته النفسية ومشاعره، المخفي منها والمعلن.
يقول «قد يختصنا الله نحن الملوك لجليل الأمر، ولكنه لا يفعل ذلك إلا بعد أن ينزع منا ما هو جميل في الحياة»، ويتابع «ألا ما أثقلها من أمانة وما أعظمها من مسؤولية، فهي كالجمرة نتوارثها ولا يحق لأي منا أن تنطفئ في يده».
وفي موطن آخر من الرواية يقول السارد «تبيّنت كم هي ثقيلة تلك الرسالة التي أتهيأ لحملها. وددت لو كنت خلوا من الأمر لا لي ولا عليّ. فتى يأكل الطعام ويمشي في الأسواق».
كما نقرأ في الرواية «تُنْسَب إلينا نحن الملوك عدة أشياء، ولكننا لا نملك كثيرًا من الأمر أمام خدامنا وأمام الظروف أو التاريخ. وقد يداخل بعضنا الغرور فيحسبون أنهم الفاعلون لما يريدون».
ليستدرك السارد بالقول «ليس هناك من حكم على الملوك إلا التاريخ يا زيري. العامة متقبلة والخاصة متأرجحة وفق أهوائها ومصالحها. ولذلك نحرص أن نقدم روايتنا ولو منقحة لأن لا سلطان من دون أسطورة».

وكان لبطانة السلطان قسط من الاهتمام، فيذكر السارد أن «كل من يتولى شؤون العباد يعرف كذب الحاشية ونفاقها، ومع ذلك فهو محتاج إليها وإلى نفاقها. محتاج إلى هذه البطانة التي تشيع فيه الدفء. دفء السلطان وزهوه وغروره».

ويضيف «يتوزع كل من يتولى أمور العباد بين شعور الحاجة إلى هؤلاء، والازدراء لهم، لأنه يعرف في قرارة نفسه أنهم لا يدينون لشخصه بل للقبه».
تسامح ديني
يجمع المؤرخون على أن فترة الأندلس كانت من أزهى فترات الحضارة الإسلامية تسامحا، ولذلك تركز الرواية على إبراز هذه القضية.
هكذا تصور الرواية المستنصر بالله، واعيًا بالزمن وحريصا على تسجيل مذكراته ونقلها للأجيال المقبلة، فيقول للفتى الذي يملي عليه: «سجل يا فتى في صحيفتك ما تعرفه ولكني أريدك أن تحمله للأجيال المقبلة لأنه يعبر عن صورة الأندلس صورة التوادد والتعايش».

وعلى لسان الخليفة عبد الرحمن الناصر، وهو يوجه الكلام لابنه الحكم يقول السارد: «لتعلم يا حكم أن شأن العقيدة أمر شخصي. أُحْكُمْ على الناس بما يأتون من عمل لا بما يؤمنون به أو يعتقدون. فالحق أجلُّ من أن يقصر في دين، والأخلاق أسمى من أن تحصر في قبيل».

قبل أن يضيف، على لسان الحكم هذه المرة: «نحن أهل الأندلس مسلمون ومسيحيون ويهود في آن».
الوعي باللغة
يطلق الناقد المغربي سعيد يقطين، وصف «الرواية البدينة» على الروايات التي صدرت في الآونة الأخيرة، حيث تتجاوز أغلبها 300 صفحة، لكن يبدو أن رواية «ربيع قرطبة» لا تهتم بهذا الهاجس الكمي، إذ لا تتجاوز صفحاتها 160 صفحة، ما يجعلها من الروايات النادرة التي تحافظ على أناقة في الشكل رغم أنها تكتب عن مرحلة شائكة.
إضافة إلى ذلك، تهتم الرواية باللغة إلى حد كبير، حيث يمكن تلمُّس الكثير من المفردات التي تتوارى من فترة لاحقة، ما يعني أن الكاتب حاول التماهي مع لغة كانت سائدة في فترة الأندلس، يضطر معها أحيانًا إلى وضع هوامش على امتداد الرواية لشرح المفردات الصعبة.
وكما لو كان جوابًا على أسئلة معاصرة عن المسألة اللغوية في الوطن العربي، تنوه الرواية بعناية السلطان باللغة العربية ودعوة غير العرب للاعتزاز بها.
فعلى لسان الخليفة يقول السارد: «عسى أن يعرف اللاحقون سوق الآداب في حضرتنا، وما اضطلعنا به من دفاع عن لغة الضاد وحمل رايتها».

ويتابع السارد «زيري أيها الفتى البربري، (اللغة العربية) هي لغتك كما هي لغة أبي علي القالي وهو من الأرمن، كما هي لغتي أنا الذي تجري فيه دماء العرب والبربر والقوط».
وتذكر الرواية بالمسلسل العربي الشهير «ربيع قرطبة»، الذي ألفه الأردني وليد سيف، وأخرجه السوري حاتم علي، كما تذكر بعدد من الأعمال السردية العربية التي تناولت فترة الأندلس، وأشهرها «ثلاثية غرناطة» لرضوى عاشور.

## نقد
يعتبر الناقد المغربي عبد الفتاح الحجمري أن استثمار التاريخ البعيد في رواية ربيع قرطبة يكون من أجل فهم حاضر آني، أو على الأقل أبعاده الرمزية التي هي في العادة أكثر تأثيرا من الوقائع الحقيقية. 
تقوم رواية  ربيع قرطبة حسب الناقد المغربي محمد العمراني على بناء تاريخي يستعمل فيه لغة قوية ومتماسكة وقد اعتبر الناقد أن محمد أوريد نجح في الجمع بين التاريخ والأدب و سلط الضوء على العلاقة بين المغرب والأندلس في ذلك العصر.

## الجوائز
أعلنت شبكة القراءة بالمغرب تتويج رواية ربيع قرطبة للكاتب حسن أوريد عن «المركز الثقافي العربي 2017»، بجائزة القراء الشباب للكتاب المغربي في صنف الرواية في دورتها الثالثة 2018، كأحسن رواية في 2017.

## وصلات خارجية
- صفحة رواية ربيع قرطبة على موقع جود ريدز